# Bill Kreutzmann
William Kreutzmann Jr. (Palo Alto, 7 maggio 1946) è un batterista statunitense, componente dei Grateful Dead.

## Biografia

### Inizi

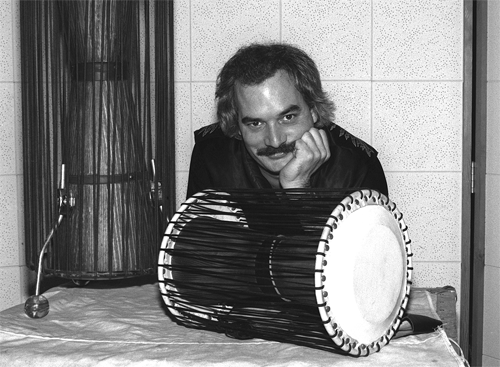
Kreutzmann con una talking drum, 1982

Kreutzmann nacque a Palo Alto in California, da Janice Beryl (nata Shaughnessy) e William Kreutzmann Sr. (di discendenza tedesca). Il nonno materno era il coach di football americano Clark Shaughnessy.
Kreutzmann cominciò a suonare la batteria all'età di 13 anni. Spesso si esercitava da solo a scuola dopo le lezioni, e una volta fu visto e udito da Aldous Huxley. Huxley disse al giovane Bill che non aveva mai sentito nulla di simile, e lo incoraggiò a proseguire lo studio della batteria – nonostante l'insegnante di musica di Bill avesse detto al ragazzo che non era in grado di tenere il ritmo. Kreutzmann continuò a esercitarsi assiduamente. Le sue prime passioni musicali si orientarono su Ray Charles ed altri musicisti R&B, per poi focalizzarsi sul jazz, con particolare interesse verso il batterista Elvin Jones. Altra sua passione giovanile fu la musica funk dei The Meters.

### Grateful Dead
Alla fine del 1964, Kreutzmann co-fondò la band The Warlocks, insieme a Dana Morgan Jr. (che fu poi sostituito da Phil Lesh), Jerry Garcia, Bob Weir e Ron "Pigpen" McKernan. Effettuarono il loro primo concerto il 5 maggio 1965, due giorni prima del diciannovesimo compleanno di Kreutzmann. Durante i primi giorni del gruppo, essendo ancora minorenne, talvolta Kreutzmann mostrava un documento falso identificandosi come tale "Bill Sommers" per essere ammesso nei locali dove la band doveva suonare. Nel novembre 1965, i Warlocks divennero i Grateful Dead.

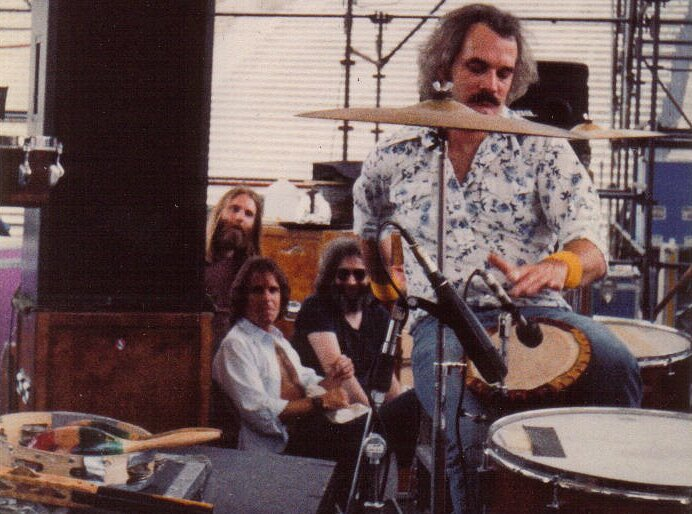
Bill Kreutzmann durante le prove di un concerto con i Grateful Dead, Denver, Colorado (primi anni ottanta).

L'incontro con il percussionista Mickey Hart alla fine del 1967, ebbe un grosso impatto sulla carriera di Kreutzmann. Hart si unì ai Dead poco dopo, come secondo batterista (una rarità all'epoca per i complessi rock). La combinazione del loro suonare fu parte importante nel definire il sound del gruppo nella prima fase di carriera e i due si guadagnarono il soprannome "Rhythm Devils" (diavoli del ritmo).
Durante gli anni ottanta, Kreutzmann formò e si esibì con tre diverse band collaterali: The Billy Kreutzmann All-Stars, Kokomo e Go Ahead, suonando principalmente nella zona di San Francisco, anche se i Go Ahead andarono in tour nel 1986-87. Gli All-Stars erano Kreutzmann, David Nelson, chitarra, Larry Murphy Sr. al violino e Larry Murphy Jr. al basso. Kokomo e Go Ahead includevano il tastierista dei Dead Brent Mydland e David Margen al basso. Kevin Russell era il chitarrista nei Kokomo.
Kreutzmann rimase nei Grateful Dead fino alla dissoluzione del gruppo a seguito della morte di Jerry Garcia nel 1995; egli è uno dei quattro membri ad avere suonato in tutti i 2,300 concerti della band, insieme a Garcia, Weir e Lesh.
Nel 1994 Kreutzmann e gli altri membri dei Grateful Dead sono stati ammessi nella Rock and Roll Hall of Fame.
Nel 2007 la band ha ricevuto il premio Grammy Lifetime Achievement Award.

### Attivismo politico
Il 29 ottobre 2010, Bill Kreutzmann sostenne il referendum per la legalizzazione della marijuana nello Stato della California. Egli dichiarò in una trasmissione radiofonica: «Io fumo marijuana e non sono un criminale; per favore votate Si, [...] Jerry Garcia avrebbe votato Si». Vinsero i No con il 53.46% dei voti.

## Discografia
Come band leader
- Backbone – Backbone (1999)
- Dice with the Universe (EP) – The Trichromes (2002)
- Trichromes – The Trichromes (2002)
- 7 Walkers – 7 Walkers (2010)

Grateful Dead

Rhythm Devils
- The Apocalypse Now Sessions: The Rhythm Devils Play River Music (1980)
- The Rhythm Devils Concert Experience (DVD) (2008)

Con altri artisti
- Blows Against the Empire – Paul Kantner & Jefferson Starship (1970)
- If I Could Only Remember My Name – David Crosby (1971)
- James and the Good Brothers – James and the Good Brothers, 1971
- Powerglide – New Riders of the Purple Sage (1971)
- Garcia – Jerry Garcia (1972)
- Graham Nash and David Crosby – Graham Nash & David Crosby (1972)
- Ace – Bob Weir (1972)
- Demon in Disguise – David Bromberg (1972)
- The Rowan Brothers – The Rowan Brothers (1972)
- Fire Up – Merl Saunders (1973)
- Wanted Dead or Alive – David Bromberg (1974)
- Reflections – Jerry Garcia (1976)
- Texican Badman – Peter Rowan (1980)
- Livin' the Life – The Rowan Brothers (1980)
- A Wing and a Prayer – Matt Kelly (1987)
- Retrospective Dreams – RJ Fox (1991)
- Fire Up Plus – Merl Saunders (1992)
- Fiesta Amazonica – Merl Saunders and the Rainforest Band (1998)
- Live at the Fillmore – Denver (DVD) – The String Cheese Incident (2003)
- Now and Then – The Rowan Brothers (2004)
- Out Beyond Ideas – David Wilcox & Nance Pettit (2005)
- The Green Sparrow – Mike Gordon (2008)
- Fare Thee Well: Celebrating 50 Years of the Grateful Dead (2015)
- Garcia Live Volume Nine – Jerry Garcia & Merl Saunders (2017)